# Новоселицкий ликёро-водочный завод
Новоселицкий ликёро-водочный завод (укр. Новоселицький лікеро-горілчаний завод) — предприятие пищевой промышленности в городе Новоселица Черновицкой области Украины.

## История
Новоселицкий ликёро-водочный завод был основан в 1967 году на базе бывшего пищевкусового комбината в соответствии с восьмым пятилетним планом развития народного хозяйства СССР, его мощность изначально составляла 235 тыс. декалитров в год.
До 1985 года предприятие изготавливало 300 000 дал вина и 400 000 дал ликёро-водочных напитков. В 1986 году винный цех был перепрофилирован на выпуск безалкогольных напитков и столовой воды, для этого было построено помещение сироповарного отделения и аммиачновоздушной компрессорной станции. Мощность безалкогольного участка составляла 285 000 дал в год или 30 000 бутылок в смену.
В целом, в советское время завод входил в число крупнейших предприятий города.
После провозглашения независимости Украины предприятие вновь было переведено на выпуск спиртных напитков.
После создания в июне 1996 года государственного концерна спиртовой и ликёро-водочной промышленности «Укрспирт», завод был передан в ведение концерна «Укрспирт». В дальнейшем, государственное предприятие было реорганизовано в общество с ограниченной ответственностью.
21 ноября 2006 года хозяйственный суд Черновицкой области возбудил дело о банкротстве завода, в июле 2007 года завод был признан банкротом и началась процедура его ликвидации.

## Деятельность
В 2000е годы предприятие выпускало этиловый спирт и водку («Новоселица», «Круиз», «Княжий келих», «Козацька», «Буковинська»), его производственные мощности составляли 900 000 дал в год.